# Filadelfija kromosom
Filadelfija kromosom  je skraćeni kromosom br.22. Nedostajući mali dio nalazi se na dugoj "ruci" (dugom "kraku") kromosoma br. 9 Ta promjena se označava i kao translokacija t(9,22).
Ova kromosomska promjena pojavljuje se kod pacijenata s kroničniom mijeloidnom leukemijom (KML) u više od 90% slučajeva. Ipak se pretpostavlja da spomenute promjene nisu uzročnik nastajanju KML. Uzročnik je ustvari nesposobnost organizma da kontrolira te genetske anomalije koje su prilično često prisutne. Kod 90% KML pacijenata uočene su pri kromosomalnim analizama promjene u materijalu naslijeđa leukocita (bijela krvna zrnca) .
Još 60-tih godina dvadesetog stoljeća znanstvenici su u gradu Filadelfiji (USA) zapazili te promjene, pa je taj izmijenjeni kromosom 22 prema mjestu otkrića dobio i ime.

## Kako nastaje filadelfia kromosom?
Filadelfija kromosom nastaje kada se u jednoj od matičnih stanica u koštanoj srži iz kojih nastaju bijela krvna zrnca desi svojevrsna genetička havarija. Dok se stanica dijeli kromosom br.9 pogrešno dobiva jedan dio kromosoma br.22 i obratno: kromosom br. 22 dobiva jedan dio kromosoma br.9. Pošto je razlika u dužini translociranih dijelova kromosoma velika, moguće ju je uočiti već svjetlosnim mikroskopom.
Tim premještanjem (izmjenama pozicija - lokacija to genetičari nazivaju translokacijom, na kromosomu 22 će dospjeti u neposredno susjedstvo dva gena koji su u normalnim uvjetima zasebno, odvojeno locirani. Produkt tog tzv "fuzioniranog gena" je jedan abnormalan protein koji prisiljava krvne stanice da se ubrzano dijele. Kod većine pacijenata te genetske promjene nisu urođene nego nastaju tokom života.

## Kod kojih oboljenja se javlja filadelfija kromosom?
Filadelfija kromosom je prisutan kod otprilike 9 0d 10 pacijenata (90%) s kroničnom mijeloidnom leukemijom, te kod otprilike tri od 10 pacijenata s akutnom limfocitnom leukemijom. Kod ostalih vrsta leukemije filadelfija kromosom jedva da se pojavljuje.

Zašto se dešava traslokacija u bijelim krvnim zrncima do sada nije poznato. Istina uočena je učestalost obolijevanja od leukemije (uključujući i KML) kod pacijenata nakon terapije radioaktivnim zračenjem (kod Morbus Bechterev), te kod preživjelih žrtava atomskih bombi u Hirošimi i Nagasakiju. Međutim kod većine pacijenata s KML nisu prethodno zabilježena izlaganja pojačanom radioaktivnom zračenju.

## Što nam omogućava dokazivanje filadelfija kromosoma?
Dokazivanje filadelfija kromosoma sredstvima citogenetskih metoda omogućava ljekaru da nadzire uspješnost primjene terapije, te da prati normaliziranje krvne slike. U te svrhe će se pacijentima punktacijom koštane srži uzeti stanice koje će biti ispitane. FISH dijagnostika omogućava dokazivanje translokacije t(9,22) – filadelfija kromosoma direktno u staničnoj jezgri.  Ako kod liječenog pacijenta filadelfija kromosom nije moguće dokazati, te ako su svi klinički simptomi bolesti nestali, govorit će se onda o kompletnoj citogenetskoj remisiji.